# پدرخوانده (مجموعه‌فیلم)

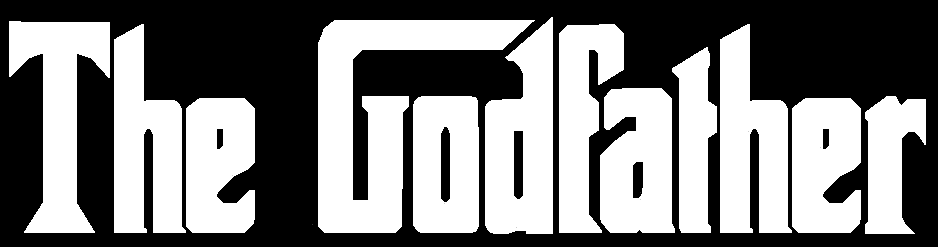
مجموعه فیلم آمریکایی پدرخوانده

پدرخوانده (انگلیسی: The Godfather) مجموعه فیلم آمریکایی است که از پدرخوانده، پدرخوانده قسمت دوم وپدرخوانده قسمت سوم تشکیل‌ شده‌است که توسط فرانسیس فورد کاپولا کارگردانی شد. این مجموعه از رمان پدرخوانده الهام می‌گیرد. همچنین براساس این فیلم‌ها بازی ویدیویی پدرخوانده و پدرخوانده ۲ تولید شده‌است.
قسمت‌های اول تا سوم پدرخوانده به ترتیب در سال‌های ۱۹۷۲، ۱۹۷۴ و ۱۹۹۰ توسط پارامونت پیکچرز منتشر شد. مجموعه پدرخوانده نامزد ۲۸ جایزه اسکار شده‌است و ۹ عدد از آن را برده‌است.

## فیلم‌ها
- پدرخوانده به کارگردانی فرانسیس فورد کوپولا محصول سال ۱۹۷۲
- پدرخوانده: قسمت دوم به کارگردانی فرانسیس فورد کوپولا محصول سال ۱۹۷۴
- پدرخوانده: قسمت سوم به کارگردانی فرانسیس فورد کوپولا محصول سال ۱۹۹۰

## داستان
پدرخوانده داستان خانواده ایتالیایی آمریکایی کورلئونه را دنبال می‌کند که سردسته‌ی آن ویتو کورلئونه (مارلون براندو) پله‌های جرائم سازمان‌یافته را طی می‌کند و بعد مایکل کورلئونه (آل پاچینو)، فرزند او، راه پدرش را ادامه می‌دهد.